# Louis-Dreyfus Group
Louis Dreyfus Company B.V. (LDC), chiamata anche Louis-Dreyfus Group,  è un gruppo multinazionale francese, a conduzione familiare, con sede a Rotterdam e coinvolto nell'agricoltura, trasformazione alimentare, spedizioni internazionali e finanza. L'azienda gestisce hedge funds, navi oceaniche, sviluppa e gestisce  infrastrutture di telecomunicazioni  ed  anche coinvolto nello sviluppo, gestione e proprietà di immobili. Insieme ad Archer Daniels Midland, Bunge, e Cargill, Louis-Dreyfus Group  una delle quattro aziende che controllano il mercato del commercio agricolo.
Il gruppo rappresenta circa il 10% dei flussi commerciali mondiali di prodotti agricoli ed è il più grande commerciante di cotone e riso al mondo.  È anche considerato da molti il secondo attore più grande nel mercato mondiale dello zucchero. LDC Metals si espanse fino a diventare il terzo commerciante mondiale di concentrati di rame, zinco e piombo, dietro solo a Glencore e Trafigura.
La capogruppo della società, Louis Dreyfus Holding BV, ha sede presso il World Trade Center di Amsterdam . Le aziende Louis Dreyfus sono presenti in più di 100 paesi, con 72 uffici. Gli uffici principali si trovano a Ginevra, Londra, Pechino, Buenos Aires, Parigi, San Paolo, Singapore, New York City e Connecticut.
Le vendite lorde medie annue aggregate negli ultimi anni hanno superato i 120 miliardi di dollari. La società si è sempre rifiutata di pubblicare i propri conti, tranne che durante la seconda guerra mondiale, quando il gruppo fu parzialmente sequestrato dalla Germania nazista. Il gruppo non è quotato in Borsa e rimane interamente di proprietà degli eredi dei fondatori.

## Storia
Fu Louis Dreyfus, padre di Léopold Louis-Dreyfus (nato a Sierentz vicino a Mulhouse in Alsazia), che diede nome e cognome al gruppo. La sua posterità è presente nel mondo degli affari, dei media, della società civile, delle arti e della politica. Inizialmente fu associato al fratello minore Joseph (Louis-)Dreyfus, armatore, mercante e banchiere di Vittorio Emanuele II, Re d'Italia.
Nel 1851 Léopold Louis-Dreyfus iniziò a commerciare grano in Alsazia per rivenderlo sul mercato di Basilea nella Svizzera tedesca. Negli anni '60 dell'Ottocento acquistò nel bacino del Danubio e in Russia in risposta alla crescente domanda delle città industrializzate del nord Europa. Ha stabilito la sua sede a Parigi negli anni '70 dell'Ottocento.
Nel 1904 la famiglia Dreyfus partecipa alla prima tavola rotonda del quotidiano L'Humanité. La famiglia “Dreyfus” divenne “Louis-Dreyfus” per decreto del Consiglio di Stato.
Nel 1905 Louis-Dreyfus possedeva un'importante flotta commerciale e aveva fondato una banca. Il gruppo aveva aperto una rete internazionale di uffici in Europa, Nord e Sud America, Algeria, Sudafrica (un primo ufficio fu aperto a Cape Town nel 1924) , India, Indocina, Cina, Australia e soprattutto in Russia, dove 114 stabilimenti sono stati elencati nel 1906.

### XX  secolo

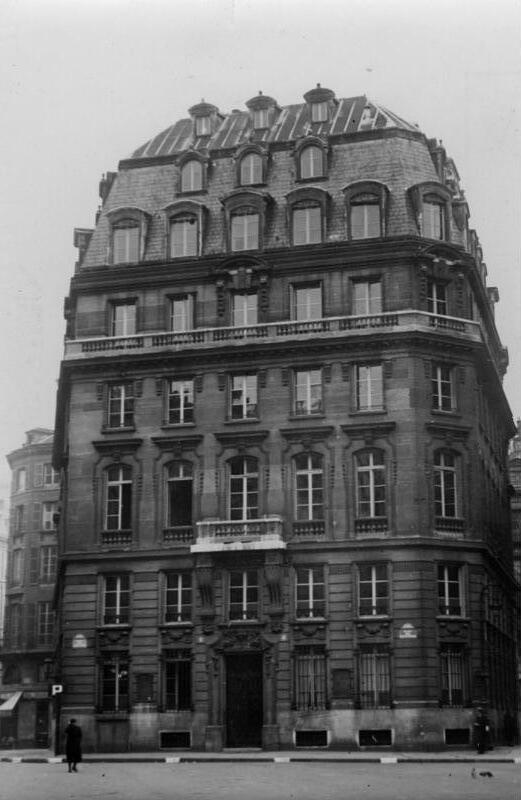
Aprile 1941: il Commissariato generale per le questioni ebraiche s'installa nei locali della vecchia banca Léopold Louis-Dreyfus, place des Petits-Pères, a Parigi

La crescita del gruppo è continuata per tutto il XX secolo. I suoi primi uffici in America furono aperti nel 1909 e il gruppo ampliò la sua presenza negli Stati Uniti durante la prima guerra mondiale e in Europa.
Nel 1915, dopo la morte del fondatore del gruppo, i suoi due figli, Charles Louis-Dreyfus (1870-1929) insieme al fratello maggiore Louis Louis-Dreyfus (1867-1940), divennero co-presidenti del Gruppo. Nel 1917, a causa della rivoluzione, il gruppo perse tutte le sue risorse situate in Russia e, di conseguenza, si ridistribuì ancora di più a livello internazionale.
Nel 1924 fu aperta una filiale in Sudafrica. Fu anche in questo periodo che la multinazionale iniziò ad attrezzarsi con una propria flotta marittima, che sarebbe diventata LD Lines. Tuttavia, durante la seconda guerra mondiale, i beni della famiglia Louis-Dreyfus rimasti in Francia furono confiscati dal regime di Vichy, a fianco delle forze di occupazione tedesche: a causa delle leggi sullo status degli ebrei, un certo numero di membri di questa famiglia si rifugiò quindi negli Stati Uniti.
Grande combattente della resistenza e campione automobilistico, Pierre Louis-Dreyfus, figlio di Charles, divenne Presidente del Gruppo dal 1967 al 1975.

### XXI  secolo
Negli anni '90 e 2000 il Gruppo Louis-Dreyfus si diversifica nel settore delle telecomunicazioni diventando l'azionista di riferimento del gruppo Neuf Cegetel, tramite la sua controllata LDCom, operatore in forte crescita guidato da Jacques Veyrat e Robert Louis-Dreyfus. La vendita di Neuf Cegetel a SFR nel 2008 ha posto fine a questa società.
Nel 2007 l'attività di trasporto marittimo è stata ceduta a Philippe Louis-Dreyfus, primo cugino di Robert Louis-Dreyfus e fondatore con Jacques Veyrat di LDCom divenuta Neuf Cegetel.
Molto presente nel settore dei seminativi, il gruppo si è recentemente posizionato anche nella trasformazione industriale dei biocarburanti, con l'apertura del più grande impianto di bioetanolo al mondo nel villaggio di Claypool (Indiana, Stati Uniti). È presente anche nella distribuzione di energia elettrica, essendo il principale azionista dell'operatore francese Direct Énergie.
La società Ressources Forestières, controllata dal Gruppo Louis-Dreyfus, investe nello sviluppo sostenibile e nella produzione e distribuzione di energia rinnovabile intorno alle aree forestali che acquisisce ed è in tale veste che ha rilevato  nel maggio 2007 la foresta di Lanouée che con quasi 3.800 ettari di superficie costituisce il secondo gruppo forestale più grande della Bretagna dopo la foresta di Paimpont.
Il 18 luglio 2007, Robert Louis-Dreyfus ha annunciato di aver aumentato la sua partecipazione in Ressources Forestières dal 16,7% a un valore compreso tra il 51 e il 55%. Nel 2009 Louis Dreyfus Commodities ha acquisito il 60% di Santelisa Vale, per unirla a Louis Dreyfus Commodities Bioenergia, sotto il nome provvisorio di LDC-SEV.
Nel 2009, in seguito alla morte del marito Robert Louis-Dreyfus, la vedova Margarita Louis-Dreyfus, svizzera di origine russa, diventa proprietaria e presidente del gruppo,  capo del consiglio di sorveglianza della holding LDC BV, composta da 6 membri. La vedova controlla anche la fondazione Akira, che rappresenta gli interessi dei loro 3 figli, compreso il 96% del capitale della società.
Nel maggio 2012, il gruppo Dreyfus ha acquisito Imperial Sugar Company, società americana di produzione di zucchero per 78 milioni di dollari oltre a un'assunzione di debiti per 125 milioni di dollari.
Nel 2017, la società è stata coinvolta nello scandalo Paradise Papers.
A fine novembre del 2019, il gruppo annuncia la nomina di Michael Gelchie a nuovo Vice Amministratore Delegato, in sostituzione di Andrea Maserati. Nel novembre 2020, Abu Dhabi Development Holding ha acquisito una partecipazione del 45% in Louis Dreyfus Company Holdings, per un importo non divulgato. Questo accordo include un accordo di fornitura per gli Emirati Arabi Uniti.
Nel febbraio 2021, Raízen ha annunciato l'acquisizione di Biosev, la filiale di Louis Dreyfus per lo zucchero e l'etanolo, per 670 milioni di dollari. Nel marzo 2021, Louis Dreyfus ha annunciato la vendita di Imperial Sugar a US Sugar.